# 扎科·卡巴卡帕
扎科·卡巴卡帕（1981年5月21日—），黑山职业篮球运动员，曾效力于美国NBA联盟。他在2003年的NBA选秀中第1轮第17顺位被菲尼克斯太阳选中。